# Riksförbundet Svensk Trädgård
Riksförbundet Svensk Trädgård (RST) är en ideell svensk riksförening för främjande av odling i Sverige.
Föreningen grundades 1900 som Sveriges pomologiska förening och utgav från 1900 en årsskrift, från 1913 Ströskrifter och från 1930 Fruktodlaren. Man utger även en karta över Sveriges odlingszoner och tidningen Hemträdgården.
Fruktodlaren (tidskrift för frukt- & köksväxtodling) utgavs 1930–1967 av Sveriges Pomologiska förening, bar sedan namnet SYR information med Fruktodlaren (1968–1977, där SYR står för Sveriges yrkesfruktodlares riksförbund), Frukt- och bärodling (1978–2001) och Frukt & bär (2002–2003), varefter den uppgick i Viola (annonsblad för trädgården, grundat 1895).